# Круг второй
«Круг второй» — первый фильм трилогии Александра Сокурова: «Круг второй» — «Камень» — «Тихие страницы».

## Сюжет
Герой фильма, у которого умер отец, проходит все круги, суждёные человеку в эту трагическую пору — муку вины, и муку беспомощного сострадания. Он приезжает в зимний арктический город один, его обворовывают, и он должен как-то и на что-то устраивать похороны. Эпическая простота и хроникальные подробности выявляют отсутствие связей в нашей жизни, механическую инерцию распавшихся общечеловеческих ритуалов, имевших когда-то глубокий смысл.

## Рецензии
Экзистенциальная драма
«Круг второй» — это как бы первая часть условной трилогии начала 90-х годов, созданной отечественным режиссёром Александром Сокуровым, который вслед снял ленты «Камень» и «Тихие страницы». Однако было бы вернее рассматривать «Круг второй» в сопоставлении с более поздними картинами «Мать и сын» (1997) и «Отец и сын» (2003), поскольку они вместе образуют другой триптих, посвящённый близким родственным отношениям, причём в двух из названных фильмов ещё присутствует тема смерти — уже неотвратимо свершившейся или столь же неизбывно ожидаемой.
Можно сказать, что в «Круге втором» Сокуров особенно одержим философско-эстетической неразрешимой проблемой проникновения в иные пределы (правда, этот мотив возникал ещё в «Одиноком голосе человека»), по ту сторону жизни и смерти, в некий мир, где есть возможность общаться с духом умершего человека, в данном случае — отца, у гроба которого проводит день и ночь сравнительно молодой парень, вероятно, впервые задумавшийся о бренности всего сущего. Режиссёр на редкость сосредоточенно и самоотречённо занят напряжёнными духовными поисками смысла бытия, а в большей степени — инобытия, той самой бездны, которая, по определению Владимира Набокова, находится «и до, и после». И в отличие от ряда других творений Александра Сокурова, «Круг второй» производит сильное впечатление благодаря минимализму выразительных средств и лаконичности художественного высказывания, не претендующего на назойливую многозначительность и метафизическую символику.
Сергей Кудрявцев
2000/2007

## В ролях
- Пётр Александров
- Надежда Роднова
- Тамара Тимофеева
- Роман Молокеев
- Николай Бутенин
- Александр Быстряков
- Сергей Выборнов
- О. Игнатов
- Александр Попов
- Ф. Потапов
- Д. Самохин
- Н. Сидаш
- Андрей Тенетко
- М. Шапин
- Игорь Янков
- Серёжа Крылов
- Степан Крылов

## Съёмочная группа
- Режиссёр-постановщик: Сокуров, Александр Николаевич
- Автор сценария: Юрий Арабов
- Оператор-постановщик: Александр Буров
- Художник-постановщик: Соловьёв, Владимир Александрович
- Композитор: Отмар Нуссио
- Звукорежиссёр: Персов, Владимир Маркович

## Призы и награды
- 1990 — Александр Сокуров — Премия им. Г. Козинцева за лучшую режиссуру Конкурс профессиональных премий к/с «Ленфильм» и Ленинградского отделения СК
- 1990 — Александр Сокуров — Приз FIPRESCI, Приз нидерландских кинокритиков: «За развитие авангардного направления в области киноискусства» МКФ в Роттердаме
- 1991 — Приз нидерландских кинокритиков «За развитие авангардного направления в области киноискусства» МКФ в Роттердаме—91;

## Технические данные
Производство: «Ленфильм», Студия «Троицкий мост», Центр творческой инициативы ЛО СФК, Клуб любителей кино «Зеркало»